# 陆廷枢
陆廷枢（？—？），浙江桐乡人，是一名清朝政治人物。监生出身。

## 生平
陆廷枢曾于1726年接替周中鋐任华亭县知县一职，1729年由刘梦楫接任。